# Got My Mind Set on You
«Got My Mind Set on You» (англ. «Мої думки тільки про тебе») — пісня Руді Кларка, вперше записана у 1962 році співаком Джеймсом Реєм. Однак відомою вона стала лише в 1987 році, коли її заспівав Джордж Гаррісон.

## Історія пісні
У 1987 році пісня набула шаленої популярності завдяки кавер-версії Джорджа Гаррісона. Спочатку «Got My Mind Set on You» вийшла як сингл, а вже потім була включена до альбому «Cloud Nine». В січні наступного року пісня піднялася до першої позиції Billboard Hot 100 (хіт-парад найпопулярніших пісень Америки).
«Got My Mind Set on You» стала останнім відомим синглом Джорджа Гаррісона в США.

### Кліп
Режисер Гері Вейс зняв два кліпи на пісню. В першому з них було знято Алексіса Денісофа. У другому знявся лише Гаррісон, в оточенні ляльок звірів. Останній кліп отримав номінацію MTV Video Music Awards «найкращий відеокліп року».

### Версії пісні
| #  | Назва                                       | Тривалість |
| -- | ------------------------------------------- | ---------- |
| 1. | «Got My Mind Set on You (album version)»    | 3:51       |
| 2. | «Got My Mind Set on You (extended version)» | 5:17       |

## Позиції в чартах
| Чарти (1988)                                 | Позиція |
| -------------------------------------------- | ------- |
| Australian Kent Music Report                 | 1       |
| Austrian Singles Chart                       | 8       |
| French SNEP Top 100 Singles Chart            | 19      |
| German Singles Chart                         | 7       |
| Japanese Oricon Singles Chart                | 64      |
| Norway VG-lista Singles Chart                | 10      |
| Swedish Singles Chart                        | 10      |
| Swiss Singles Chart                          | 11      |
| UK Singles Chart                             | 2       |
| U.S. Billboard Hot 100                       | 1       |
| U.S. Billboard Hot Adult Contemporary Tracks | 1 .     |